# Talgemeinde Fleims

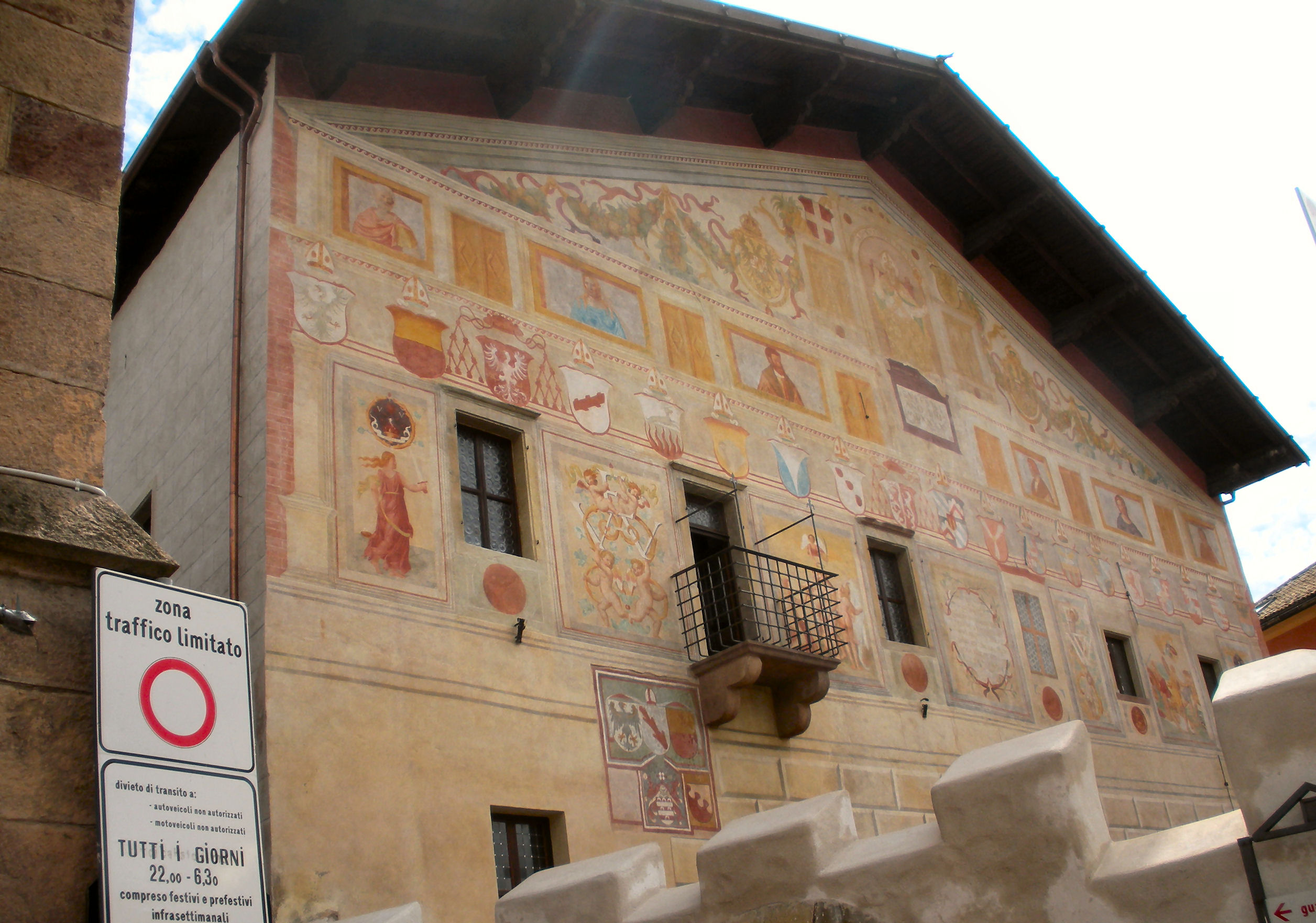
Der bischöfliche Palast in Cavalese

Die Talgemeinde Fleims (Magnifica Comunità di Fiemme) ist eine historische Gemeinschaft in Trentino, deren Gebiet sich über das Fleimstal sowie Teile des Fassatals und Südtirols erstreckt. Sie umfasst mehrere Gemeinden, darunter Moena, Predazzo, Cavalese und Tesero.

## Geschichte
Die Ursprünge der Gemeinschaft reichen bis ins Jahr 1111 zurück, als sie mit dem Bischof von Trient, Gebhard, die "Patti Gebardini" unterzeichnete. Über Jahrhunderte verwaltete sie gemeinsam Wälder, Weiden und Ressourcen. Im 19. Jahrhundert wandelte die napoleonische Herrschaft die traditionellen "Regole" in Gemeinden um, wobei die Gemeinschaft ihre wirtschaftlichen und administrativen Aufgaben beibehielt. Heute umfasst ihr Eigentum rund 20.000 Hektar Wald und Weideflächen sowie historische Gebäude, darunter der Palazzo della Magnifica Comunità in Cavalese.

## Organisation
Die Verwaltung besteht aus dem "Consiglio dei Regolani" (Vertreter jeder Gemeinde), dem "Comun Generale" (gewählte Vertreter) und dem "Scario" (Präsident). Ein Kontrollgremium sichert die Einhaltung der Regeln. Die Gemeinschaft fördert zudem die nachhaltige Holzwirtschaft.

## Sitz und Kulturerbe
Der Sitz in Cavalese beherbergt ein Archiv und eine Kunstsammlung der "Fiemmeser Malerschule". Nach Restaurierungsarbeiten wurde das Gebäude 2012 für die Öffentlichkeit zugänglich gemacht.

## Rechte der Mitglieder
Die "Vicini" (Mitglieder) genießen Nutzungsrechte an Wäldern und Weiden, einschließlich Holzgewinnung, Jagd und Fischerei. Die Erträge kommen der Gemeinschaft zugute, insbesondere sozial Schwächeren.

## Wappen und Flagge
Das Wappen wurde 1587 vom Fürstbischof von Trient verliehen. Die Flagge in Rot-Weiß-Grün wurde 1858 von Erzherzog Karl Ludwig von Österreich gestiftet und 2008 wieder offiziell eingeführt.
Die Magnifica Comunità di Fiemme bleibt ein bedeutendes Beispiel für eine autonome, traditionsreiche Gemeinschaft in den Alpen.